# Fredy Gsteiger
Fredy Gsteiger (* 1962 in Bern) ist ein Schweizer Journalist und Autor.

## Leben
Gsteiger studierte Wirtschaftswissenschaften an der Universität St. Gallen und später Politikwissenschaften an der Université Lyon II Lumière sowie an der Université Laval in Québec. Er arbeitete zunächst für den Berner Bund und das St. Galler Tagblatt. Von 1988 bis 1997 war er für Die Zeit tätig, wo er unter anderem Nahostredaktor und anschliessend Frankreich-Korrespondent war. Von 1997 bis 2001 war er Chefredaktor der Weltwoche. Seit 2002 ist er beim Schweizer Radio DRS, dem heutigen Radio SRF, tätig, wo er diplomatischer Korrespondent ist. Seit 2006 berichtet er zudem als Korrespondent von der Uno. Seit 2013 ist er stellvertretender Chefredaktor beim Schweizer Radio und Fernsehen (SRF). Er gehörte von 2004 bis 2012 dem Executive Board des International Press Institute (IPI) in Wien an. Gsteiger war bis 2014 Präsident der Jury des Zürcher Journalistenpreises und ist seit 2015 Präsident der Jury «Text» des Swiss Press Award.

## Veröffentlichungen (Auswahl)
- Der Musterstaat. Wie in der Schweiz Politik gemacht wird. Nagel und Kimche, München/Wien 2005, ISBN 978-3-312-00365-5.
- Blocher. Ein unschweizerisches Phänomen. Opinio-Verlag, Basel 2002, ISBN 978-3-03999-015-3 (Biographie über Christoph Blocher, Edition Weltwoche).